# Фразеологія ділової мови
Російсько-українського словника «Фразеологія ділової мови», що В. Підмогильний та Є. Плужник уклали 1926 року, щоб не лише показати самобутність ділової фразеології української мови в добу так званої українізації, але й зробити дуже вдалу спробу її внормування, можна по праву вважати витвором майстрів українського слова. Удруге словника було видано 1927 року. Працю також перевидали за часів незалежности України, що ще раз засвідчило її неабияку значущість.
Видання є спробою розробити й уніфікувати ділову українську фразеологію. У вступному слові укладачі пояснюють появу потреби у систематизованій фразеології української ділової мови, дають поради читачам. Словник демонструє багатство лексичної і фразеологічної основи, зв'язок із живою народною мовою.

## Приклади словникових статей
ЗАНИМАТЬСЯ (работать) – працюва́ти; (какой-нибудь профессией, – напр., торговлей, рыболовством, ремеслом) – торгува́ти, риба́льчити, ремісникува́ти...; (учиться) – вчи́тися.
Заниматься хлебопашеством – хліборо́бити; жи́ти з хліборо́бства.
Он этим занимается – він ко́ло цьо́го хо́дить.
Он этим не занимается – це не його́ спра́ва.
Он делом занят – він ді́ло ро́бить.
Он занят этим делом – він працю́є ко́ло ціє́ї спра́ви.
Заниматься в учреждении – працюва́ти в устано́ві.
С любовью заниматься чем – коха́тися в чо́му, на чо́му.
Место занято – мі́сце не ві́льне.
Я занят – мені́ ні́коли, нема́ коли́; мені́ нема́ ча́су; (чем) – я працю́ю ко́ло чо́го.
Востаннє словника перевидали Михайло Сайко та Олександр Лещенко 2018 року. "Одне із завдань нового перевидання полягає в унормуванні наголосової системи, удаючись при цьому до принципу вирівнювання її парадигми. Дороговказовою працею на шляху до уніфікації наголосів слугує мовознавча монографія Митрополита Іларіона «Український літературний наголос» (1952)".